# Tan de repente
Pour les articles homonymes, voir Suddenly.
Pour plus de détails, voir Fiche technique et Distribution.
Tan de repente (Tout à coup), titre international : Suddenly, est un film argentin réalisé par Diego Lerman, sorti en 2002. 

## Synopsis
Marcia, une jeune vendeuse à la vie ingrate, est un jour agressée dans une ruelle par deux lesbiennes, Mao et Lenin. Celles-ci l'enlèvent pour un road movie imprévisible.

## Fiche technique
- Scénario : Diego Lerman et Maria Meira d'après le roman La Prueba (La preuve) de César Aira.
- Réalisation : Diego Lerman
- Photographie : Luciano Zito et Diego del Piano
- Musique : Juan Ignacio Bouscayrol
- Montage : Benjamín Ávila, Alberto Ponce et Roli Rauwolf
- Production : Lita Stantic et Diego Lerman
- Date de sortie : 2002

## Distribution
- Carla Crespo : Mao
- Verónica Hassan : Lenin
- Tatiana Saphir : Marcia
- Marcos Ferrante : Felipe
- María Merlino : Delia
- Beatriz Thibaudin : Blanca
- Ana María Martínez : Ramona

## Récompenses
- Prix des meilleures actrices au Festival du film de La Havane en 2002.
- Prix du public au Festival International du Cinéma Indépendant de Buenos Aires en 2002.
- Prix Don Quixote pour le réalisateur, Léopard d'argent à la production, et mention spéciale pour les acteurs au Festival international du film de Locarno en 2002.
- Prix FIPRESCI à la Viennale de 2002.
- Tulipe d'or en 2003 au Festival international du film d'Istanbul.